# Умереть за доллар
«Умереть за доллар» (англ. Dead for a Dollar) — художественный фильм режиссёра Уолтера Хилла. В главных ролях Кристоф Вальц, Уиллем Дефо и Рэйчел Броснахэн.

## Сюжет
В 1897 году на территории Нью-Мексико, охотник за головами Макс Борлунд был нанят, чтобы найти Рэйчел Прайс, жену бизнесмена Натана Прайса, которую будто бы удерживает в Мексике ради выкупа дезертир Элайджа Джонс. Обнаружив, что Рэйчел добровольно сбежала от жестокого мужа, чтобы жить с Элайджей, Макс сталкивается с дилеммой. Во время своих поисков Макс вынужден противостоять своему заклятому врагу Джо Криббенсу, профессиональному игроку и преступнику, которого он отправил в тюрьму несколько лет назад.

## В ролях
- Кристоф Вальц — Макс Борлунд
- Уиллем Дефо — Джо Криббенс
- Рэйчел Броснахэн — Рэйчел Прайс
- Уоррен Бурк — Сержант По
- Бенджамин Брэтт — Тиберио Варгас
- Хэмиш Линклейтер — Мартин Кидд
- Брэндон Скотт  — Элайджа Джонс
- Луис Чавес — Эстебан Ромеро
- ФиДель Гомес — Капитан Арагон
- Гай Бернет — Англичанин Билл
- Скотт Пит — Джек Тири

## Производство
21 июня 2021 года на кинорынке Marché du Film стало известно, что Кристоф Вальц и Виллем Дефо исполнят главные роли в вестерне «Мёртв за доллар», режиссёром которого станет Уолтер Хилл. В августе 2021 года к актёрскому составу присоединились Рэйчел Броснахэн и Бенджамин Брэтт. 24 августа журнал Albuquerque Journal сообщил, что съёмки начались в Санта-Фе. Для съёмок было задействовано около 80 членов съёмочной группы, 20 главных актёров, 40 второстепенных и статистов из Нью-Мексико. 21 сентября 2021 года стало известно, что производство завершено и что Хэмиш Линклейтер также исполнит роль в фильме.

## Релиз
Премьера картины состоялась на 79-м Венецианском международном кинофестивале 6 сентября 2022 года.  Дистрибьютором фильма в США стала компания Quiver Distribution, а международным прокатом Myriad Pictures.

### Слоган
«Месть по справедливой цене»